# Melanostigma
Melanostigma is een geslacht van straalvinnige vissen uit de familie van puitalen (Zoarcidae). Het geslacht is voor het eerst wetenschappelijk beschreven in 1881 door Guenther.

## Soorten
- Melanostigma atlanticum Koefoed, 1952
- Melanostigma bathium Bussing, 1965
- Melanostigma gelatinosum Günther, 1881
- Melanostigma inexpectatum Parin, 1977
- Melanostigma orientale Tominaga, 1971
- Melanostigma pammelas Gilbert, 1896
- Melanostigma vitiazi Parin, 1979